# Целле (район)
Целле (нем. Celle) — район в Германии. Центр района — город Целле. Район входит в землю Нижняя Саксония. Занимает площадь 1545,03 км². Население — 182 444 чел. Плотность населения — 118,1 человек/км².
Официальный код района — 03 3 51.
Район подразделяется на 24 общины.

## Города и общины
1. Берген (13 481)
2. Целле (71 402)
3. Фасберг (7 220)
4. Хамбюрен (10 150)
5. Хермансбург (8 527)
6. Унтерлюс (4 115)
7. Витце (8 222)
8. Винзен (12 821)

Управление Эшеде
1. Эшеде (3 931)
2. Хабигхорст (817)
3. Хёфер (1 005)
4. Шарнхорст (695)

Управление Флотведель
1. Брёккель (1 837)
2. Айклинген (3 303)
3. Ланглинген (2 352)
4. Винхаузен (4 205)

Управление Лахендорф
1. Ансбек (1 664)
2. Беденбостель (1 041)
3. Эльдинген (2 260)
4. Хоне (1 838)
5. Лахендорф (5 785)

Управление Ватлинген
1. Адельхайдсдорф (2 472)
2. Нинхаген (6 379)
3. Ватлинген (6 317)